# Genencor
Genencor - це біотехнологічна компанія, заснована в Пало-Альто, штат Каліфорнія, і є дочірньою компанією DuPont .   Назва компанії "Genencor" походить від Genencor, Inc., оригінального спільного підприємства Genentech та Corning Incorporated, яке було засноване в 1982 році. 
Вважається, що саме вона була однією з перших компаній, які протестували свої технології у галузі промислових біотехнологій, на відміну від інших компаній, які  традиційно застосували біотехнології, у галузі охорони здоров'я та сільського господарства.
Компанія Genencor,  розробляє та продає біокаталізатори та інші біохімікати для промислового, споживчого та аграрно-переробного ринків. В свою чергу, компанія Genencor має платформи для розробки ліків від вірусних інфекцій та раку для ринку охорони здоров'я. 
Компанія Genencor має також платформи у сферах: виявлення генів , молекулярна еволюція та дизайн, інженерія метаболічних шляхів, імунологія, системи виробництва та виготовлення біоматеріалів. 
На сьогоднішній день, компанія Genencor демонструє силу своєї технології, поставляючи найновітніші продукти на міжнародний ринок.
В 2005 Genencor була придбана компанією Danisco.
В 2008 Genencor об'єдналось з DuPont, у спільне підприємство  DuPont Danisco Cellulosic Ethanol LLC, з метою розбробки та продажу недорогих технологій виробництва целлюлозного етанолу.  В 2008, Genencor і Goodyear анонсували спільну працю для розробки біоізопрену. 
У 2011, Dupont  придбали Danisco за $6.3 мільярдів. 
В 2021, частина компанії Dupont разом з Genencor була придбана компанією International Flavors &amp; Fragrances.

## Нагороди
Компанія Genencor має наступні нагороди: 
- Друге місце в номінації "Найкраща середня компанія для роботи в Америці" за версією Great Place to Work® Institute, Inc. (2004)
- Перше місце в номінації "Найкраща середня компанія для роботи в Америці "за версією  Great Place to Work® Institute, Inc. (2005)
- Перше місце в номінації "Найкраще місце для роботи в районі затоки" за версією San Francisco Chronicle (2005)
- Одинадцяте місце в номінації "Найкраща середня компанія для роботи в Америці" за версією Great Place to Work® Institute, Inc. (2011)